# Hjalmar Sjögren
Sten Anders Hjalmar Sjögren (født 13. juni 1856 i Persberg ved Filipstad, død 23. marts 1922 i Stockholm) var en svensk mineralog.
Sjögren kastede sig som student over studiet af mineralogien; 1882 blev han docent i mineralogi og geologi ved Uppsala Universitet og vikarierede 1882-84 som professor i disse fag. 1885-89 var han ansat som Geolog ved Nobel-Værkerne i Baku og foretog lange undersøgelsesrejser i Transkaspien, Armenien og Persien. 1889 udnævntes han til professor i mineralogi og geologi ved Uppsala Universitet, men tog allerede 1894 sin afsked. Fra 1901 til sin død virkede han som intendent (bestyrer) ved Riksmuseets mineralogiske afdeling i Stockholm. Sjögren offentliggjorde et stort antal afhandlinger, der især drejer sig om rent mineralogiske emner; i andre afhandlinger drager han sammenligninger mellem forekomsterne af malme (især jernmalme) i Sverige og i andre lande, ligesom han også har meddelt de geologiske resultater af rejserne i Vestasien.